# Rik Fernhout
Richard (Rik) Fernhout (Amsterdam, 26 januari 1959 – Rotterdam, 5 augustus 2024)  was een Nederlands beeldend kunstenaar en auteur.  
Hij was de zoon van kunstenaar Edgar Fernhout,  kleinzoon van Charley Toorop en achterkleinzoon van Jan Toorop en groeide op in het Bergense kunstenaarsmilieu. Oorspronkelijk wilde hij geen kunstenaar worden, vanwege zijn depressieve vader die bovendien een allergie had voor verf.
Hij werd opgeleid als specialist voor Moderne en Hedendaagse Kunst bij het veilinghuis Sotheby's in Amsterdam en was een van de eerste geregistreerde taxateurs op dit gebied in Nederland. Na Sotheby's  – waar hij veertien jaar werkte – besloot hij in 1997 zich te gaan toeleggen op het schilderen en schrijven. 
Na zijn vertrek bij het veilinghuis exposeerde hij regelmatig (met inbegrip van de Tentoonstelling 4 Generaties Toorop / Fernhout in het Utrechtse Centraal Museum), schreef artikelen voor  tijdschriften - onder andere Villa d'Arte - en publiceerde met Colin Huizing in 2000 voor uitgeverij Waanders Het Nederlandse Kunstboek, alsmede artikelen voor musea en kunstenaars. Hij werkte ook als curator van verschillende tentoonstellingen voor Museum Kranenburgh in Bergen (NH), en was vanaf 1999 curator bij een belangrijke Nederlandse collectie van Moderne en Hedendaagse Kunst.  
In 2000 ging hij werken bij het Nederlandse Art Institute (Dutch Art Institute, ArtEZ), eerst als docent, later als beleidsmedewerker en projectmanager en als hoofd opleiding. Als projectmanager was hij onder andere verantwoordelijk voor de organisatie van het project 'The Big Communicatie' (Nanjing, China). Ook in Nederland organiseerde hij een kunstproject samen met Chinese studenten.